# 加治前竜一
加治前 竜一（かじまえ りゅういち、1985年4月6日 - ）は、奈良県北葛城郡広陵町出身の元プロ野球選手（外野手）。ニックネームは「カジ」。

## 来歴・人物

### プロ入り前
小学4年生途中から軟式野球チーム馬見ブラザーズで野球を始める。また、その年には自身が通う小学校の運動場(少年野球チームのホームグラウンド)観覧席中段へホームランを放ち、周囲を驚かせた。中学時代には橿原コンドルでプレーする傍ら、ずば抜けた身体能力(特に走力)を生かし中学校の陸上部にも所属していた。同じ奈良出身の同級生に現千葉ロッテマリーンズの荻野貴司がいる。智辯学園高では1年夏・2年夏と甲子園に出場し、ともに3回戦進出。高校通算で43本塁打を放った。東海大進学後はMVP2回、ベストナイン5回、首位打者を1回受賞するなど首都大学野球リーグを代表する外野手として活躍。4年時には第56回全日本大学野球選手権大会で準優勝、北京プレオリンピック野球日本代表にも選出された。リーグ通算85試合出場、289打数104安打、打率.360、12本塁打、65打点だった。
2007年11月19日の大学生・社会人ドラフト会議で読売ジャイアンツから4巡目で指名を受け、11月29日に契約金5500万円、年俸1000万円（金額は推定）、背番号「50」で仮契約。目標とする選手として「目標は高く持っていたいので、原監督の現役時代のような選手になりたいです」と東海大の先輩である原監督の名前を挙げた。

### プロ入り後
2008年、ルーキーながら二軍で打率.313、7本塁打と活躍した。6月1日、松本哲也と入れ替わりに一軍昇格し、さらに同日の対福岡ソフトバンクホークス戦で最終回12回裏にセンターの守備固めとして初出場した。6月6日、対ロッテ戦の延長10回裏1死、同点の場面で川崎雄介から右翼スタンドにプロ入り初打席初本塁打を放ち、サヨナラ本塁打となった。この「プロ初打席サヨナラ本塁打」は日本プロ野球史上初であり、メジャーリーグにおいても過去に例がない。
矢野謙次や大道典嘉などが故障から二軍スタートとなったこともあり、右の外野手の控え、代打代走・守備要員として2009年開幕ベンチ入りを決めたが、シーズン無安打に終わった。2010年1月22日、ゴルフバッグやバットなどが盗まれる車上荒らしにあうが犯人は逮捕され、盗品も返還された。シーズンは前年に続き無安打に終わり、2011年は3年振りの安打を放ったが一軍に定着出来ずシーズンを終えた。
2012年は開幕一軍こそ逃すものの4月10日に一軍登録、4月29日には決勝タイムリーを放ち4年振りの打点、ヒーローインタビューを受けた。5月17日には代打の代打として登場しプロ初となる犠牲フライで決勝点を挙げ、シーズン2度目のヒーローインタビューを受けた。また勝利打点を挙げた両日共に、橙魂2012と称した橙魂ユニフォーム着用日であり、加治前もヒーローインタビューの中で「ゲンが良いですね」と発言している。最終的には47試合の出場に留まったものの、8打点中4打点が勝利打点を記録（2012年シーズンではチーム内でエドガー・ゴンザレスに並び6位タイ）し、シーズン4度のヒーローインタビューを受ける。
2014年10月25日、巨人から戦力外通告を受けた。同年に12球団合同トライアウトに参加したもののNPB球団から声はかからなかった。

### 巨人退団後
2015年より社会人野球の三菱重工長崎に所属し、主軸としてチームを支えた。
2016年末にはチームが横浜市の三菱日立パワーシステムズと統合されることに伴い移籍。
三菱日立パワーシステムズ（2020年9月に三菱パワーに社名変更）では、2017年から3年連続で都市対抗野球大会に出場し、2018年から2年間は打撃コーチ兼任で若手の指導にもあたった。
2020年限りで現役を引退。以後は社業に専念する。

## 詳細情報

### 年度別打撃成績
| 年 度     | 球 団     | 試 合 | 打 席 | 打 数 | 得 点 | 安 打 | 二 塁 打 | 三 塁 打 | 本 塁 打 | 塁 打 | 打 点 | 盗 塁 | 盗 塁 死 | 犠 打 | 犠 飛 | 四 球 | 敬 遠 | 死 球 | 三 振 | 併 殺 打 | 打 率 | 出 塁 率 | 長 打 率 | O P S |
| --------- | --------- | ----- | ----- | ----- | ----- | ----- | -------- | -------- | -------- | ----- | ----- | ----- | -------- | ----- | ----- | ----- | ----- | ----- | ----- | -------- | ----- | -------- | -------- | ----- |
| 2008      | 巨人      | 35    | 39    | 35    | 3     | 8     | 1        | 0        | 2        | 15    | 2     | 1     | 1        | 2     | 0     | 2     | 0     | 0     | 12    | 0        | .229  | .270     | .429     | .699  |
| 2009      | 巨人      | 14    | 7     | 7     | 0     | 0     | 0        | 0        | 0        | 0     | 0     | 0     | 1        | 0     | 0     | 0     | 0     | 0     | 3     | 0        | .000  | .000     | .000     | .000  |
| 2010      | 巨人      | 4     | 4     | 3     | 0     | 0     | 0        | 0        | 0        | 0     | 0     | 0     | 0        | 1     | 0     | 0     | 0     | 0     | 0     | 0        | .000  | .000     | .000     | .000  |
| 2011      | 巨人      | 6     | 9     | 9     | 1     | 2     | 0        | 0        | 0        | 2     | 0     | 0     | 0        | 0     | 0     | 0     | 0     | 0     | 3     | 0        | .222  | .222     | .222     | .444  |
| 2012      | 巨人      | 47    | 68    | 62    | 1     | 15    | 2        | 0        | 0        | 17    | 8     | 1     | 0        | 1     | 1     | 4     | 0     | 0     | 11    | 1        | .242  | .284     | .274     | .562  |
| 2013      | 巨人      | 3     | 3     | 3     | 0     | 0     | 0        | 0        | 0        | 0     | 0     | 0     | 0        | 0     | 0     | 0     | 0     | 0     | 1     | 0        | .000  | .000     | .000     | .000  |
| 通算：6年 | 通算：6年 | 109   | 130   | 119   | 5     | 25    | 3        | 0        | 2        | 34    | 10    | 2     | 2        | 4     | 1     | 6     | 0     | 0     | 30    | 1        | .210  | .246     | .286     | .534  |

- 2013年度シーズン終了時

### 年度別守備成績
| 年 度 | 外野 | 外野 | 外野 | 外野 | 外野 | 外野   |
| 年 度 | 試合 | 刺殺 | 補殺 | 失策 | 併殺 | 守備率 |
| ----- | ---- | ---- | ---- | ---- | ---- | ------ |
| 2008  | 27   | 19   | 1    | 2    | 0    | .909   |
| 2009  | 10   | 8    | 0    | 0    | 0    | 1.000  |
| 2010  | 1    | 0    | 0    | 0    | 0    | .000   |
| 2011  | 1    | 1    | 0    | 0    | 0    | 1.000  |
| 2012  | 19   | 18   | 1    | 1    | 0    | .950   |
| 通算  | 58   | 46   | 2    | 3    | 0    | .941   |

- 2013年度シーズン終了時

### 記録
- 初出場：2008年6月1日、対福岡ソフトバンクホークス2回戦（福岡Yahoo! JAPANドーム）、12回裏に中堅手で出場
- 初打席・初安打・初本塁打・初打点：2008年6月6日、対千葉ロッテマリーンズ3回戦（東京ドーム）、10回裏に川崎雄介から右越サヨナラソロ　※史上47人目の初打席初本塁打（サヨナラは史上初）
- 初先発出場：2008年6月8日、対埼玉西武ライオンズ3回戦（東京ドーム）、6番・右翼手で先発出場
- 初盗塁：2008年6月11日、対北海道日本ハムファイターズ3回戦（札幌ドーム）、7回表に二盗（投手：ダルビッシュ有、捕手：鶴岡慎也）

### 背番号
- 50 （2008年 - 2014年）

### 登場曲
- 「Be」Common（2008年）
- 「Paid」B'zaro（2009年）
- 「STAY GOLD」Hi-STANDARD（2010年 - 2011年）
- 「BEYOND THE MOUNTAIN」BRAHMAN（2012年）
- 「One Life, No Regret」KEMURI（2013年 - 2014年）